# Silici d'Apple
El silici d'Apple és una sèrie de processadors sistema en xip (SoC) i sistema en paquet (SiP) dissenyats per Apple Inc., utilitzant principalment l'arquitectura ARM. És la base de la majoria d'ordinadors Mac nous, així com de l'iPhone, l'iPad, l'iPod Touch, l'Apple TV i l'Apple Watch, i de productes com els AirPods, HomePod i el seu successor HomePod Mini i AirTag.
Apple va anunciar el seu pla per canviar els ordinadors Mac dels processadors Intel a Apple silici a la WWDC 2020 el 22 de juny de 2020. Els primers Mac construïts amb el processador Apple M1 es van presentar el 10 de novembre de 2020. El 2022, els models de Mac més nous s'han construït amb silici d'Apple; només els models més antics del Mac Mini i el Mac Pro encara utilitzen processadors Intel Core i Xeon respectivament.
Apple externalitza la fabricació dels xips, però controla totalment la seva integració amb el maquinari i el programari de l'empresa. Johny Srouji és el responsable del disseny de silici d'Apple.
Llista de processadors:
| General     | General | General  | Imatge              | Tecnologia   | Tecnologia | Tecnologia                           | Tecnologia        | Arquitectura | Arquitectura | CPU               | CPU               | CPU | CPU              | CPU                             | CPU | CPU               | CPU                        | CPU           | CPU                                              | CPU                                                        | GPU                       | GPU                                | GPU                 | GPU       | GPU                             | GPU        |              |              |                  |                                                               |                           |                |        |          |                                               |                           |              |                                 |          |                                                              |                           |          |                                  |          |              |     |          |              |          |              |           |          |          |          |                                                                |                                  |    |     |          |            |
| Nom         | Renom   | Part No. | Imatge              | Node         | Fabricant  | Transistors nº                       | Mida Dau          | CPU ISA      | Bit width    | Prestacions Nucli | Prestacions Nucli | Prestacions Nucli | Eficiència       | Eficiència                      | Eficiència | Overall cores     | Cache                      | Cache         | Cache                                            | Cache                                                      | Vendor                    | Cores                              | EU count            | ALU count | Frequency                       | FLOPS      |              |              |                  |                                                               |                           |                |        |          |                                               |                           |              |                                 |          |                                                              |                           |          |                                  |          |              |     |          |              |          |              |           |          |          |          |                                                                |                                  |    |     |          |            |
| Nom         | Renom   | Part No. | Imatge              | Node         | Fabricant  | Transistors nº                       | Mida Dau          | CPU ISA      | Bit width    | Nucli nom         | Nuclis            | Velocitat nucli | Core name        | Cores                           | Core speed | Overall cores     | L1                         | L2            | L3                                               | SLC                                                        | Vendor                    | Cores                              | EU count            | ALU count | Frequency                       | FLOPS      |              |              |                  |                                                               |                           |                |        |          |                                               |                           |              |                                 |          |                                                              |                           |          |                                  |          |              |     |          |              |          |              |           |          |          |          |                                                                |                                  |    |     |          |            |
| ----------- | ------- | -------- | ------------------- | ------------ | ---------- | ------------------------------------ | ----------------- | ------------ | ------------ | ----------------- | ----------------- | --- | ---------------- | ------------------------------- | --- | ----------------- | -------------------------- | ------------- | ------------------------------------------------ | ---------------------------------------------------------- | ------------------------- | ---------------------------------- | ------------------- | --------- | ------------------------------- | ---------- | ------------ | ------------ | ---------------- | ------------------------------------------------------------- | ------------------------- | -------------- | ------ | -------- | --------------------------------------------- | ------------------------- | ------------ | ------------------------------- | -------- | ------------------------------------------------------------ | ------------------------- | -------- | -------------------------------- | -------- | ------------ | --- | -------- | ------------ | -------- | ------------ | --------- | -------- | -------- | -------- | -------------------------------------------------------------- | -------------------------------- | -- | --- | -------- | ---------- |
|             | APL0098 | S5L8900  |                     | 90 nm        | Samsung    |                                      | 72 mm²            | ARMv6        | 32-bit       | ARM11             | 1                 | N/D\|rowspan=27 style="background: #ececec; color: grey; vertical-align: middle; text-align: center; " class="table-na" \| N/D\|rowspan=27 style="background: #ececec; color: grey; vertical-align: middle; text-align: center; " class="table-na" \| N/D | Single-core      | L1i: 16 KB L1d: 16 KB           | rowspan=16 style="background: #ececec; color: grey; vertical-align: middle; text-align: center; " class="table-na" \| N/D\|rowspan=30 style="background: #ececec; color: grey; vertical-align: middle; text-align: center; " class="table-na" \| N/D | Overall cores     | PowerVR MBX Lite           | 1             | 1                                                | 8                                                          | 60 MHz - 103 MHz          |                                    |                     |           |                                 |            |              |              |                  |                                                               |                           |                |        |          |                                               |                           |              |                                 |          |                                                              |                           |          |                                  |          |              |     |          |              |          |              |           |          |          |          |                                                                |                                  |    |     |          |            |
|             | APL0278 | S5L8720  |                     | 65 nm        | Samsung    |                                      | 36 mm²            | ARMv6        | 32-bit       | ARM11             | 1                 | N/D\|rowspan=27 style="background: #ececec; color: grey; vertical-align: middle; text-align: center; " class="table-na" \| N/D\|rowspan=27 style="background: #ececec; color: grey; vertical-align: middle; text-align: center; " class="table-na" \| N/D | Single-core      | L1i: 16 KB L1d: 16 KB           | rowspan=16 style="background: #ececec; color: grey; vertical-align: middle; text-align: center; " class="table-na" \| N/D\|rowspan=30 style="background: #ececec; color: grey; vertical-align: middle; text-align: center; " class="table-na" \| N/D | 533 MHz           | PowerVR MBX Lite           | 1             | 1                                                | 8                                                          | 103 MHz - 133 MHz         | 1.64 GFLOPs - 2.12 GFLOPS          |                     |           |                                 |            |              |              |                  |                                                               |                           |                |        |          |                                               |                           |              |                                 |          |                                                              |                           |          |                                  |          |              |     |          |              |          |              |           |          |          |          |                                                                |                                  |    |     |          |            |
|             | APL0298 | S5L8920  |                     | 65 nm        | Samsung    |                                      | 71.8 mm²          | ARMv7        | 32-bit       | Cortex-A8         | 1                 | N/D\|rowspan=27 style="background: #ececec; color: grey; vertical-align: middle; text-align: center; " class="table-na" \| N/D\|rowspan=27 style="background: #ececec; color: grey; vertical-align: middle; text-align: center; " class="table-na" \| N/D | Single-core      | 600 MHz                         | L1i: 32 KB L1d: 32 KB | 256 KB            | PowerVR SGX535             | 1             | 2                                                | 16                                                         | 200 MHz                   | 6.4 GFLOPS                         |                     |           |                                 |            |              |              |                  |                                                               |                           |                |        |          |                                               |                           |              |                                 |          |                                                              |                           |          |                                  |          |              |     |          |              |          |              |           |          |          |          |                                                                |                                  |    |     |          |            |
| APL2298     | S5L8922 |          | 45 nm               |              | Samsung    | 41.6 mm²                             |                   | ARMv7        | 32-bit       | Cortex-A8         | 1                 | N/D\|rowspan=27 style="background: #ececec; color: grey; vertical-align: middle; text-align: center; " class="table-na" \| N/D\|rowspan=27 style="background: #ececec; color: grey; vertical-align: middle; text-align: center; " class="table-na" \| N/D | Single-core      | 600 MHz                         | L1i: 32 KB L1d: 32 KB | 256 KB            | PowerVR SGX535             | 1             | 2                                                | 16                                                         | 200 MHz                   | 6.4 GFLOPS                         |                     |           |                                 |            |              |              |                  |                                                               |                           |                |        |          |                                               |                           |              |                                 |          |                                                              |                           |          |                                  |          |              |     |          |              |          |              |           |          |          |          |                                                                |                                  |    |     |          |            |
| A4          | APL0398 | S5L8930  | 45 nm               |              | Samsung    |                                      | 53.3 mm²          | ARMv7        | 32-bit       | Cortex-A8         | 1                 | N/D\|rowspan=27 style="background: #ececec; color: grey; vertical-align: middle; text-align: center; " class="table-na" \| N/D\|rowspan=27 style="background: #ececec; color: grey; vertical-align: middle; text-align: center; " class="table-na" \| N/D | Single-core      | 800 MHz                         | L1i: 32 KB L1d: 32 KB | 512 KB            | PowerVR SGX535             | 1             | 2                                                | 16                                                         | 200 MHz - 250 MHz         | 6.4 GFLOPS - 8.0 GFLOPS            |                     |           |                                 |            |              |              |                  |                                                               |                           |                |        |          |                                               |                           |              |                                 |          |                                                              |                           |          |                                  |          |              |     |          |              |          |              |           |          |          |          |                                                                |                                  |    |     |          |            |
| A4          | APL0398 | S5L8930  | 45 nm               | 1.0 GHz      | Samsung    |                                      | 53.3 mm²          | ARMv7        | 32-bit       | Cortex-A8         | 1                 | N/D\|rowspan=27 style="background: #ececec; color: grey; vertical-align: middle; text-align: center; " class="table-na" \| N/D\|rowspan=27 style="background: #ececec; color: grey; vertical-align: middle; text-align: center; " class="table-na" \| N/D | Single-core      |                                 | L1i: 32 KB L1d: 32 KB | 512 KB            | PowerVR SGX535             | 1             | 2                                                | 16                                                         | 200 MHz - 250 MHz         | 6.4 GFLOPS - 8.0 GFLOPS            |                     |           |                                 |            |              |              |                  |                                                               |                           |                |        |          |                                               |                           |              |                                 |          |                                                              |                           |          |                                  |          |              |     |          |              |          |              |           |          |          |          |                                                                |                                  |    |     |          |            |
| A4          | APL0398 | S5L8930  | 45 nm               | 800 MHz      | Samsung    |                                      | 53.3 mm²          | ARMv7        | 32-bit       | Cortex-A8         | 1                 | N/D\|rowspan=27 style="background: #ececec; color: grey; vertical-align: middle; text-align: center; " class="table-na" \| N/D\|rowspan=27 style="background: #ececec; color: grey; vertical-align: middle; text-align: center; " class="table-na" \| N/D | Single-core      |                                 | L1i: 32 KB L1d: 32 KB | 512 KB            | PowerVR SGX535             | 1             | 2                                                | 16                                                         | 200 MHz - 250 MHz         | 6.4 GFLOPS - 8.0 GFLOPS            |                     |           |                                 |            |              |              |                  |                                                               |                           |                |        |          |                                               |                           |              |                                 |          |                                                              |                           |          |                                  |          |              |     |          |              |          |              |           |          |          |          |                                                                |                                  |    |     |          |            |
| A5          | APL0498 | S5L8940  | 45 nm               |              | Samsung    |                                      | 122.2 mm²         | ARMv7        | 32-bit       | Cortex-A9         | 2                 | N/D\|rowspan=27 style="background: #ececec; color: grey; vertical-align: middle; text-align: center; " class="table-na" \| N/D\|rowspan=27 style="background: #ececec; color: grey; vertical-align: middle; text-align: center; " class="table-na" \| N/D | 800 MHz          | Dual-core                       | L1i: 32 KB L1d: 32 KB | 1 MB              | PowerVR SGX543             | 2             | 4                                                | 32                                                         | 200 MHz                   | 12.8 GFLOPS                        |                     |           |                                 |            |              |              |                  |                                                               |                           |                |        |          |                                               |                           |              |                                 |          |                                                              |                           |          |                                  |          |              |     |          |              |          |              |           |          |          |          |                                                                |                                  |    |     |          |            |
| A5          | APL0498 | S5L8940  | 45 nm               | 1.0 GHz      | Samsung    |                                      | 122.2 mm²         | ARMv7        | 32-bit       | Cortex-A9         | 2                 | N/D\|rowspan=27 style="background: #ececec; color: grey; vertical-align: middle; text-align: center; " class="table-na" \| N/D\|rowspan=27 style="background: #ececec; color: grey; vertical-align: middle; text-align: center; " class="table-na" \| N/D |                  | Dual-core                       | L1i: 32 KB L1d: 32 KB | 1 MB              | PowerVR SGX543             | 2             | 4                                                | 32                                                         | 200 MHz                   | 12.8 GFLOPS                        |                     |           |                                 |            |              |              |                  |                                                               |                           |                |        |          |                                               |                           |              |                                 |          |                                                              |                           |          |                                  |          |              |     |          |              |          |              |           |          |          |          |                                                                |                                  |    |     |          |            |
| A5          | APL2498 | S5L8942  |                     | 32 nmHκ MG   | Samsung    |                                      | 69.6 mm²          | ARMv7        | 32-bit       | Cortex-A9         | 2                 | N/D\|rowspan=27 style="background: #ececec; color: grey; vertical-align: middle; text-align: center; " class="table-na" \| N/D\|rowspan=27 style="background: #ececec; color: grey; vertical-align: middle; text-align: center; " class="table-na" \| N/D | 800 MHz          | Dual-core                       | L1i: 32 KB L1d: 32 KB | 1 MB              | PowerVR SGX543             | 2             | 4                                                | 32                                                         | 200 MHz                   | 12.8 GFLOPS                        |                     |           |                                 |            |              |              |                  |                                                               |                           |                |        |          |                                               |                           |              |                                 |          |                                                              |                           |          |                                  |          |              |     |          |              |          |              |           |          |          |          |                                                                |                                  |    |     |          |            |
| A5          | APL2498 | S5L8942  | 1.0 GHz             | 32 nmHκ MG   | Samsung    |                                      | 69.6 mm²          | ARMv7        | 32-bit       | Cortex-A9         | 2                 | N/D\|rowspan=27 style="background: #ececec; color: grey; vertical-align: middle; text-align: center; " class="table-na" \| N/D\|rowspan=27 style="background: #ececec; color: grey; vertical-align: middle; text-align: center; " class="table-na" \| N/D |                  | Dual-core                       | L1i: 32 KB L1d: 32 KB | 1 MB              | PowerVR SGX543             | 2             | 4                                                | 32                                                         | 200 MHz                   | 12.8 GFLOPS                        |                     |           |                                 |            |              |              |                  |                                                               |                           |                |        |          |                                               |                           |              |                                 |          |                                                              |                           |          |                                  |          |              |     |          |              |          |              |           |          |          |          |                                                                |                                  |    |     |          |            |
| A5          | APL2498 | S5L8942  | 2 (One core locked) | 32 nmHκ MG   | Samsung    | Dual-coreSingle-core in actual       | 69.6 mm²          | ARMv7        | 32-bit       | Cortex-A9         |                   | N/D\|rowspan=27 style="background: #ececec; color: grey; vertical-align: middle; text-align: center; " class="table-na" \| N/D\|rowspan=27 style="background: #ececec; color: grey; vertical-align: middle; text-align: center; " class="table-na" \| N/D |                  |                                 | L1i: 32 KB L1d: 32 KB | 1 MB              | PowerVR SGX543             | 2             | 4                                                | 32                                                         | 200 MHz                   | 12.8 GFLOPS                        |                     |           |                                 |            |              |              |                  |                                                               |                           |                |        |          |                                               |                           |              |                                 |          |                                                              |                           |          |                                  |          |              |     |          |              |          |              |           |          |          |          |                                                                |                                  |    |     |          |            |
| A5          | APL7498 | S5L8947  |                     | 32 nmHκ MG   | Samsung    |                                      | 37.8 mm²          | ARMv7        | 32-bit       | Cortex-A9         | 1                 | N/D\|rowspan=27 style="background: #ececec; color: grey; vertical-align: middle; text-align: center; " class="table-na" \| N/D\|rowspan=27 style="background: #ececec; color: grey; vertical-align: middle; text-align: center; " class="table-na" \| N/D | Single-core      |                                 | L1i: 32 KB L1d: 32 KB | 1 MB              | PowerVR SGX543             | 2             | 4                                                | 32                                                         | 200 MHz                   | 12.8 GFLOPS                        |                     |           |                                 |            |              |              |                  |                                                               |                           |                |        |          |                                               |                           |              |                                 |          |                                                              |                           |          |                                  |          |              |     |          |              |          |              |           |          |          |          |                                                                |                                  |    |     |          |            |
| A5X         | APL5498 | S5L8945  |                     | 45 nm        | Samsung    |                                      | 165 mm²           | ARMv7        | 32-bit       | Cortex-A9         | 2                 | N/D\|rowspan=27 style="background: #ececec; color: grey; vertical-align: middle; text-align: center; " class="table-na" \| N/D\|rowspan=27 style="background: #ececec; color: grey; vertical-align: middle; text-align: center; " class="table-na" \| N/D | Dual-core        | 4                               | L1i: 32 KB L1d: 32 KB | 1 MB              | PowerVR SGX543             | 8             | 64                                               | 25.6 GFLOPS                                                | 200 MHz                   |                                    |                     |           |                                 |            |              |              |                  |                                                               |                           |                |        |          |                                               |                           |              |                                 |          |                                                              |                           |          |                                  |          |              |     |          |              |          |              |           |          |          |          |                                                                |                                  |    |     |          |            |
| A6          | APL0598 | S5L8950  |                     | 32 nmHκ MG   | Samsung    |                                      | 96.71 mm²         | ARMv7s       | 32-bit       | Swift             | 2                 | N/D\|rowspan=27 style="background: #ececec; color: grey; vertical-align: middle; text-align: center; " class="table-na" \| N/D\|rowspan=27 style="background: #ececec; color: grey; vertical-align: middle; text-align: center; " class="table-na" \| N/D | Dual-core        | 1.3 GHz                         | L1i: 32 KB L1d: 32 KB | 1 MB              | PowerVR SGX543             | 3             | 6                                                | 48                                                         | 266 MHz                   | 68.0 GFLOPS                        |                     |           |                                 |            |              |              |                  |                                                               |                           |                |        |          |                                               |                           |              |                                 |          |                                                              |                           |          |                                  |          |              |     |          |              |          |              |           |          |          |          |                                                                |                                  |    |     |          |            |
| A6X         | APL5598 | S5L8955  |                     | 32 nmHκ MG   | Samsung    |                                      | 123 mm²           | ARMv7s       | 32-bit       | Swift             | 2                 | N/D\|rowspan=27 style="background: #ececec; color: grey; vertical-align: middle; text-align: center; " class="table-na" \| N/D\|rowspan=27 style="background: #ececec; color: grey; vertical-align: middle; text-align: center; " class="table-na" \| N/D | Dual-core        | 1.4 GHz                         | L1i: 32 KB L1d: 32 KB | 1 MB              | PowerVR SGX554             | 4             | 16                                               | 128                                                        | 300 MHz                   | 76.8 GFLOPS                        |                     |           |                                 |            |              |              |                  |                                                               |                           |                |        |          |                                               |                           |              |                                 |          |                                                              |                           |          |                                  |          |              |     |          |              |          |              |           |          |          |          |                                                                |                                  |    |     |          |            |
| A7          | APL0698 | S5L8960  |                     | 28 nm Hκ MG  | Samsung    | 1 billion                            | 102 mm²           | ARMv8.0-A    | 64-bit       | Cyclone           | 2                 | N/D\|rowspan=27 style="background: #ececec; color: grey; vertical-align: middle; text-align: center; " class="table-na" \| N/D\|rowspan=27 style="background: #ececec; color: grey; vertical-align: middle; text-align: center; " class="table-na" \| N/D | Dual-core        | 1.3 GHz                         | L1i: 64 KB L1d: 64 KB | 1 MB              | 4 MB (Inclusive)           | 4             | 16                                               | 128                                                        | PowerVR G6430             | 450 MHz                            | 115.2 GFLOPS        |           |                                 |            |              |              |                  |                                                               |                           |                |        |          |                                               |                           |              |                                 |          |                                                              |                           |          |                                  |          |              |     |          |              |          |              |           |          |          |          |                                                                |                                  |    |     |          |            |
| A7          | APL5698 | S5L8965  |                     | 28 nm Hκ MG  | Samsung    | 1 billion                            | 102 mm²           | ARMv8.0-A    | 64-bit       | Cyclone           | 2                 | N/D\|rowspan=27 style="background: #ececec; color: grey; vertical-align: middle; text-align: center; " class="table-na" \| N/D\|rowspan=27 style="background: #ececec; color: grey; vertical-align: middle; text-align: center; " class="table-na" \| N/D | Dual-core        | 1.4 GHz                         | L1i: 64 KB L1d: 64 KB | 1 MB              | 4 MB (Inclusive)           | 4             | 16                                               | 128                                                        | PowerVR G6430             | 450 MHz                            | 115.2 GFLOPS        |           |                                 |            |              |              |                  |                                                               |                           |                |        |          |                                               |                           |              |                                 |          |                                                              |                           |          |                                  |          |              |     |          |              |          |              |           |          |          |          |                                                                |                                  |    |     |          |            |
| A8          | APL1011 | T7000    |                     | 20 nm Hκ MG  | TSMC       | 2 billion                            | 89 mm²            | ARMv8.0-A    | 64-bit       | Typhoon           | 2                 | N/D\|rowspan=27 style="background: #ececec; color: grey; vertical-align: middle; text-align: center; " class="table-na" \| N/D\|rowspan=27 style="background: #ececec; color: grey; vertical-align: middle; text-align: center; " class="table-na" \| N/D | Dual-core        | 1.1 GHz                         | L1i: 64 KB L1d: 64 KB | 1 MB              | 4 MB (Inclusive)           | 4             | 16                                               | 128                                                        | PowerVR GX6450            | 533 MHz                            | 136.4 GFLOPS        |           |                                 |            |              |              |                  |                                                               |                           |                |        |          |                                               |                           |              |                                 |          |                                                              |                           |          |                                  |          |              |     |          |              |          |              |           |          |          |          |                                                                |                                  |    |     |          |            |
| A8          | APL1011 | T7000    | 1.4 GHz             | 20 nm Hκ MG  | TSMC       | 2 billion                            | 89 mm²            | ARMv8.0-A    | 64-bit       | Typhoon           | 2                 | N/D\|rowspan=27 style="background: #ececec; color: grey; vertical-align: middle; text-align: center; " class="table-na" \| N/D\|rowspan=27 style="background: #ececec; color: grey; vertical-align: middle; text-align: center; " class="table-na" \| N/D | Dual-core        |                                 | L1i: 64 KB L1d: 64 KB | 1 MB              | 4 MB (Inclusive)           | 4             | 16                                               | 128                                                        | PowerVR GX6450            | 533 MHz                            | 136.4 GFLOPS        |           |                                 |            |              |              |                  |                                                               |                           |                |        |          |                                               |                           |              |                                 |          |                                                              |                           |          |                                  |          |              |     |          |              |          |              |           |          |          |          |                                                                |                                  |    |     |          |            |
| A8          | APL1011 | T7000    | 1.5 GHz             | 20 nm Hκ MG  | TSMC       | 2 billion                            | 89 mm²            | ARMv8.0-A    | 64-bit       | Typhoon           | 2                 | N/D\|rowspan=27 style="background: #ececec; color: grey; vertical-align: middle; text-align: center; " class="table-na" \| N/D\|rowspan=27 style="background: #ececec; color: grey; vertical-align: middle; text-align: center; " class="table-na" \| N/D | Dual-core        |                                 | L1i: 64 KB L1d: 64 KB | 1 MB              | 4 MB (Inclusive)           | 4             | 16                                               | 128                                                        | PowerVR GX6450            | 533 MHz                            | 136.4 GFLOPS        |           |                                 |            |              |              |                  |                                                               |                           |                |        |          |                                               |                           |              |                                 |          |                                                              |                           |          |                                  |          |              |     |          |              |          |              |           |          |          |          |                                                                |                                  |    |     |          |            |
| A8          | APL1011 | T7000    | A8X                 | 20 nm Hκ MG  | TSMC       | 2 billion                            | 89 mm²            | ARMv8.0-A    | 64-bit       | Typhoon           | 2                 | N/D\|rowspan=27 style="background: #ececec; color: grey; vertical-align: middle; text-align: center; " class="table-na" \| N/D\|rowspan=27 style="background: #ececec; color: grey; vertical-align: middle; text-align: center; " class="table-na" \| N/D | Dual-core        | APL1021                         | L1i: 64 KB L1d: 64 KB | 1 MB              | 4 MB (Inclusive)           | 4             | 16                                               | 128                                                        | PowerVR GX6450            | 533 MHz                            | 136.4 GFLOPS        | T7001     |                                 | 3 billion  | 128 mm²      | 3            | 1.5 GHz          | 3-core                                                        | 2 MB                      | PowerVR GX6850 | 8      | 32       | 256                                           | 450 MHz                   | 230.4 GFLOPS |                                 |          |                                                              |                           |          |                                  |          |              |     |          |              |          |              |           |          |          |          |                                                                |                                  |    |     |          |            |
| A9          | APL0898 | S8000    |                     | 20 nm Hκ MG  | TSMC       | 14 nmFinFET                          | Samsung           | ARMv8.0-A    | 64-bit       | Typhoon           | ≥ 2 billion       | N/D\|rowspan=27 style="background: #ececec; color: grey; vertical-align: middle; text-align: center; " class="table-na" \| N/D\|rowspan=27 style="background: #ececec; color: grey; vertical-align: middle; text-align: center; " class="table-na" \| N/D | 96 mm²           | Twister                         | L1i: 64 KB L1d: 64 KB | 2                 | 4 MB (Inclusive)           | 1.85 GHz      | Dual-core                                        | 3 MB                                                       | 4 MB (Victim)             | PowerVR GT7600                     | 6                   | 24        | 192                             | 650 MHz    | 249.6 GFLOPS |              |                  |                                                               |                           |                |        |          |                                               |                           |              |                                 |          |                                                              |                           |          |                                  |          |              |     |          |              |          |              |           |          |          |          |                                                                |                                  |    |     |          |            |
| A9          | APL1022 | S8003    |                     | 16 nm FinFET | TSMC       | 104.5 mm²                            |                   | ARMv8.0-A    | 64-bit       |                   | ≥ 2 billion       | N/D\|rowspan=27 style="background: #ececec; color: grey; vertical-align: middle; text-align: center; " class="table-na" \| N/D\|rowspan=27 style="background: #ececec; color: grey; vertical-align: middle; text-align: center; " class="table-na" \| N/D |                  | Twister                         | L1i: 64 KB L1d: 64 KB | 2                 |                            | 1.85 GHz      | Dual-core                                        | 3 MB                                                       | 4 MB (Victim)             | PowerVR GT7600                     | 6                   | 24        | 192                             | 650 MHz    | 249.6 GFLOPS |              |                  |                                                               |                           |                |        |          |                                               |                           |              |                                 |          |                                                              |                           |          |                                  |          |              |     |          |              |          |              |           |          |          |          |                                                                |                                  |    |     |          |            |
| A9X         | APL1021 | S8001    |                     | 16 nm FinFET | TSMC       | ≥ 3 billion                          | 143.9 mm²         | ARMv8.0-A    | 64-bit       | N/D               | PowerVR GT7850    | N/D\|rowspan=27 style="background: #ececec; color: grey; vertical-align: middle; text-align: center; " class="table-na" \| N/D\|rowspan=27 style="background: #ececec; color: grey; vertical-align: middle; text-align: center; " class="table-na" \| N/D | 12               | Twister                         | L1i: 64 KB L1d: 64 KB | 2                 | 48                         | 384           | Dual-core                                        | 3 MB                                                       | 650 MHz                   | 499.2 GFLOPS                       |                     |           |                                 |            |              |              |                  |                                                               |                           |                |        |          |                                               |                           |              |                                 |          |                                                              |                           |          |                                  |          |              |     |          |              |          |              |           |          |          |          |                                                                |                                  |    |     |          |            |
| A9X         | APL1021 | S8001    | 2.26 GHz            | 16 nm FinFET | TSMC       | ≥ 3 billion                          | 143.9 mm²         | ARMv8.0-A    | 64-bit       | N/D               | PowerVR GT7850    | N/D\|rowspan=27 style="background: #ececec; color: grey; vertical-align: middle; text-align: center; " class="table-na" \| N/D\|rowspan=27 style="background: #ececec; color: grey; vertical-align: middle; text-align: center; " class="table-na" \| N/D | 12               | Twister                         | L1i: 64 KB L1d: 64 KB | 2                 | 48                         | 384           | Dual-core                                        | 3 MB                                                       | 650 MHz                   | 499.2 GFLOPS                       |                     |           |                                 |            |              |              |                  |                                                               |                           |                |        |          |                                               |                           |              |                                 |          |                                                              |                           |          |                                  |          |              |     |          |              |          |              |           |          |          |          |                                                                |                                  |    |     |          |            |
| A10 Fusion  | APL1W24 | T8010    |                     | 16 nm FinFET | TSMC       | 3.3 billion                          | 125 mm²           | ARMv8.0-A    | 64-bit       | ARMv8.1-A         | Hurricane         | N/D\|rowspan=27 style="background: #ececec; color: grey; vertical-align: middle; text-align: center; " class="table-na" \| N/D\|rowspan=27 style="background: #ececec; color: grey; vertical-align: middle; text-align: center; " class="table-na" \| N/D | 2                | 1.64 GHz                        | L1i: 64 KB L1d: 64 KB | Zephyr            | 2                          | 1.09 GHz      | Quad-core(Only 2 cores performed at a same time) | P-core: L1i: 64 KB L1d: 64 KB E-core: L1i: 32 KB L1d: 32KB | P-core: 3 MB E-core: 1 MB | 4 MB                               | PowerVR GT7600 Plus | 6         | 24                              | 192        | 900 MHz      | 345.6 GFLOPS |                  |                                                               |                           |                |        |          |                                               |                           |              |                                 |          |                                                              |                           |          |                                  |          |              |     |          |              |          |              |           |          |          |          |                                                                |                                  |    |     |          |            |
| A10 Fusion  | APL1W24 | T8010    | 2.34 GHz            | 16 nm FinFET | TSMC       | 3.3 billion                          | 125 mm²           |              | 64-bit       | ARMv8.1-A         | Hurricane         | | 2                |                                 | | Zephyr            | 2                          | 1.09 GHz      | Quad-core(Only 2 cores performed at a same time) | P-core: L1i: 64 KB L1d: 64 KB E-core: L1i: 32 KB L1d: 32KB | P-core: 3 MB E-core: 1 MB | 4 MB                               | PowerVR GT7600 Plus | 6         | 24                              | 192        | 900 MHz      | 345.6 GFLOPS |                  |                                                               |                           |                |        |          |                                               |                           |              |                                 |          |                                                              |                           |          |                                  |          |              |     |          |              |          |              |           |          |          |          |                                                                |                                  |    |     |          |            |
| A10 Fusion  | APL1W24 | T8010    | A10X Fusion         | 16 nm FinFET | TSMC       | 3.3 billion                          | 125 mm²           | APL1071      | 64-bit       | ARMv8.1-A         | Hurricane         | T8011 | 2                |                                 | 10 nmFinFET | Zephyr            | 2                          | 1.09 GHz      | Quad-core(Only 2 cores performed at a same time) | P-core: L1i: 64 KB L1d: 64 KB E-core: L1i: 32 KB L1d: 32KB | P-core: 3 MB E-core: 1 MB | 4 MB                               | PowerVR GT7600 Plus | 6         | 24                              | 192        | 900 MHz      | 345.6 GFLOPS | ≥ 4 billion      | 96.4 mm²                                                      | 3                         | 2.38 GHz       | 3      | 1.30 GHz | 6-core(Only 3 cores performed at a same time) | P-core: 8 MB E-core: 1 MB | N/D          | 4 MB                            | 12       | 48                                                           | 384                       | 1000 MHz | 768.0 GFLOPS                     |          |              |     |          |              |          |              |           |          |          |          |                                                                |                                  |    |     |          |            |
| A11Bionic   | APL1W72 | T8015    | A10X Fusion         |              | TSMC       | 4.3 billion                          | 87.66 mm²         | APL1071      | 64-bit       | ARMv8.1-A         | Hurricane         | T8011 | ARMv8.2-A        | Monsoon                         | 10 nmFinFET | Zephyr            | 2                          | 2.39 GHz      | Mistral                                          | P-core: L1i: 64 KB L1d: 64 KB E-core: L1i: 32 KB L1d: 32KB | 4                         | 1.19 GHz                           | PowerVR GT7600 Plus | 6-core    | First generation Apple-designed | 3          | 24           | 192          | ≥ 4 billion      | 96.4 mm²                                                      | 3                         | 2.38 GHz       | 3      | 1.30 GHz | 6-core(Only 3 cores performed at a same time) | P-core: 8 MB E-core: 1 MB | N/D          | 4 MB                            | 12       | 48                                                           | 384                       | 1000 MHz | 768.0 GFLOPS                     | 1066 MHz | 409.3 GFLOPS |     |          |              |          |              |           |          |          |          |                                                                |                                  |    |     |          |            |
| A11Bionic   | APL1W72 | T8015    | A12Bionic           | APL1W81      | TSMC       | 4.3 billion                          | 87.66 mm²         | T8020        | 64-bit       | ARMv8.1-A         | Hurricane         | | ARMv8.2-A        | Monsoon                         | 10 nmFinFET | Zephyr            | 2                          | 2.39 GHz      | Mistral                                          | P-core: L1i: 64 KB L1d: 64 KB E-core: L1i: 32 KB L1d: 32KB | 4                         | 1.19 GHz                           | PowerVR GT7600 Plus | 6-core    | First generation Apple-designed | 3          | 24           | 192          | 7 nm (N7) FinFET | 6.9 billion                                                   | 83.27 mm²                 | ARMv8.3-A      | Vortex | 2.49 GHz | Tempest                                       | P-core: 8 MB E-core: 1 MB | N/D          | 4 MB                            | 1.59 GHz | P-core: L1i: 128 KB L1d: 128 KB E-core: L1i: 32 KB L1d: 32KB | P-core: 8 MB E-core: 2 MB | 8 MB     | Second generation Apple-designed | 1066 MHz | 409.3 GFLOPS | 4   | 32       | 256          | 1125 MHz | 576.0 GFLOPS |           |          |          |          |                                                                |                                  |    |     |          |            |
| A12X Bionic | APL1083 | T8027    | A12Bionic           | APL1W81      | TSMC       |                                      | 10 billion        | T8020        | 64-bit       | 135 mm²           | 4                 | 8-core | 7                | 56                              | 10 nmFinFET | 448               | 2                          | 1340 MHz      | 1.20 TFLOPS                                      | P-core: L1i: 64 KB L1d: 64 KB E-core: L1i: 32 KB L1d: 32KB | 4                         |                                    |                     | 6-core    |                                 |            |              |              | 7 nm (N7) FinFET | 6.9 billion                                                   | 83.27 mm²                 | ARMv8.3-A      | Vortex | 2.49 GHz | Tempest                                       | P-core: 8 MB E-core: 1 MB | N/D          | 4 MB                            | 1.59 GHz | P-core: L1i: 128 KB L1d: 128 KB E-core: L1i: 32 KB L1d: 32KB | P-core: 8 MB E-core: 2 MB | 8 MB     | Second generation Apple-designed |          |              | 4   | 32       | 256          | 1125 MHz | 576.0 GFLOPS |           |          |          |          |                                                                |                                  |    |     |          |            |
| A12X Bionic | APL1083 | T8027    | A12Z Bionic         |              | TSMC       | 8                                    | 10 billion        | 64           | 64-bit       | 135 mm²           | 4                 | 8-core | 7                | 56                              | 512 | 448               | 2                          | 1340 MHz      | 1.20 TFLOPS                                      | P-core: L1i: 64 KB L1d: 64 KB E-core: L1i: 32 KB L1d: 32KB | 4                         | 1.37 TFLOPS                        |                     | 6-core    |                                 |            |              |              | 7 nm (N7) FinFET |                                                               |                           | ARMv8.3-A      | Vortex | 2.49 GHz | Tempest                                       |                           | N/D          |                                 | 1.59 GHz | P-core: L1i: 128 KB L1d: 128 KB E-core: L1i: 32 KB L1d: 32KB | P-core: 8 MB E-core: 2 MB | 8 MB     | Second generation Apple-designed |          |              |     |          |              |          |              |           |          |          |          |                                                                |                                  |    |     |          |            |
| A13Bionic   | APL1083 | T8027    | A12Z Bionic         | APL1W85      | TSMC       | 8                                    | 10 billion        | 64           | 64-bit       | 135 mm²           | 4                 | 8-core | T8030            |                                 | 512 | 7 nm (N7P) FinFET | 8.5 billion                | 1340 MHz      | 98.48 mm²                                        | ARMv8.4-A                                                  | 4                         | 1.37 TFLOPS                        | Lightning           | 2         | 2.65 GHz                        | Thunder    | 1.72 GHz     | 6-core       | 7 nm (N7) FinFET | P-core: L1i: 192 KB L1d: 128 KB E-core: L1i: 96 KB L1d: 48 KB | P-core: 8 MB E-core: 4 MB | ARMv8.3-A      | Vortex | 2.49 GHz | Tempest                                       | 16 MB                     | N/D          | Third generation Apple-designed | 1.59 GHz | P-core: L1i: 128 KB L1d: 128 KB E-core: L1i: 32 KB L1d: 32KB | P-core: 8 MB E-core: 2 MB | 8 MB     | Second generation Apple-designed | 4        | 32           | 256 | 1350 MHz | 691.2 GFLOPS |          |              |           |          |          |          |                                                                |                                  |    |     |          |            |
| A13Bionic   | APL1083 | T8027    | A14Bionic           | APL1W85      | TSMC       | APL1W01                              | 10 billion        | T8101        | 64-bit       | 135 mm²           | 4                 | 8-core | T8030            |                                 | 5 nm (N5) FinFET | 7 nm (N7P) FinFET | 8.5 billion                | 1340 MHz      | 98.48 mm²                                        | ARMv8.4-A                                                  | 4                         | 11.8 billion                       | Lightning           | 2         | 2.65 GHz                        | Thunder    | 1.72 GHz     | 6-core       | 7 nm (N7) FinFET | P-core: L1i: 192 KB L1d: 128 KB E-core: L1i: 96 KB L1d: 48 KB | P-core: 8 MB E-core: 4 MB | ARMv8.3-A      | Vortex | 2.49 GHz | Tempest                                       | 16 MB                     | N/D          | Third generation Apple-designed | 1.59 GHz | P-core: L1i: 128 KB L1d: 128 KB E-core: L1i: 32 KB L1d: 32KB | P-core: 8 MB E-core: 2 MB | 8 MB     | Second generation Apple-designed | 4        | 32           | 256 | 1350 MHz | 691.2 GFLOPS | 88 mm²   | ARMv8.5-A    | Firestorm | 3.09 GHz | Icestorm | 1.82 GHz | P-core: L1i: 192 KB L1d: 128 KB E-core: L1i: 128 KB L1d: 64 KB | Fourth generation Apple-designed | 64 | 512 | 1000 MHz | 1.0 TFLOPS |
| A15Bionic   | APL1W07 | T8110    | A14Bionic           |              | TSMC       | APL1W01                              | 5 nm (N5P) FinFET | T8101        | 64-bit       | 15 billion        | 107.68 mm²        | Avalanche | 3.23 GHz         | Blizzard                        | 5 nm (N5) FinFET | 2.02 GHz          | P-core: 12 MB E-core: 4 MB | 32 MB         | Fifth generation Apple-designed                  | 128                                                        | 4                         | 11.8 billion                       | 1024                | 2         | 600 MHz                         | 1.2 TFLOPS |              | 6-core       | 7 nm (N7) FinFET |                                                               | P-core: 8 MB E-core: 4 MB | ARMv8.3-A      | Vortex | 2.49 GHz | Tempest                                       | 16 MB                     | N/D          |                                 | 1.59 GHz | P-core: L1i: 128 KB L1d: 128 KB E-core: L1i: 32 KB L1d: 32KB | P-core: 8 MB E-core: 2 MB | 8 MB     | Second generation Apple-designed | 4        |              |     |          |              | 88 mm²   | ARMv8.5-A    | Firestorm | 3.09 GHz | Icestorm | 1.82 GHz | P-core: L1i: 192 KB L1d: 128 KB E-core: L1i: 128 KB L1d: 64 KB | Fourth generation Apple-designed | 64 | 512 | 1000 MHz | 1.0 TFLOPS |
| A15Bionic   | APL1W07 | T8110    | 2.93 GHz            | 5            | TSMC       | 160                                  | 5 nm (N5P) FinFET | 1280         | 64-bit       | 15 billion        | 107.68 mm²        | Avalanche | 1.5 TFLOPS       | Blizzard                        | | 2.02 GHz          | P-core: 12 MB E-core: 4 MB | 32 MB         | Fifth generation Apple-designed                  |                                                            | 4                         |                                    |                     | 2         | 600 MHz                         |            |              | 6-core       |                  |                                                               | P-core: 8 MB E-core: 4 MB |                |        |          |                                               | 16 MB                     | N/D          |                                 |          |                                                              |                           |          |                                  | 4        |              |     |          |              |          | ARMv8.5-A    |           |          |          |          | P-core: L1i: 192 KB L1d: 128 KB E-core: L1i: 128 KB L1d: 64 KB |                                  |    |     |          |            |
| A15Bionic   | APL1W07 | T8110    | 3.23 GHz            | 5            | TSMC       | 160                                  | 5 nm (N5P) FinFET | 1280         | 64-bit       | 15 billion        | 107.68 mm²        | Avalanche | 1.5 TFLOPS       | Blizzard                        | | 2.02 GHz          | P-core: 12 MB E-core: 4 MB | 32 MB         | Fifth generation Apple-designed                  |                                                            | 4                         |                                    |                     | 2         | 600 MHz                         |            |              | 6-core       |                  |                                                               |                           |                |        |          |                                               |                           | N/D          |                                 |          |                                                              |                           |          |                                  | 4        |              |     |          |              |          | ARMv8.5-A    |           |          |          |          | P-core: L1i: 192 KB L1d: 128 KB E-core: L1i: 128 KB L1d: 64 KB |                                  |    |     |          |            |
| A16Bionic   | APL1W10 | T8120    |                     | 5            | TSMC       | 5 nm (N4) - marketed as "4nm" FinFET | 16 billion        |              | 64-bit       | ARMv9             | Everest           | 3.46 GHz | Sawtooth         | Sixth generation Apple-designed | 160 | 2.02 GHz          | P-core: 12 MB E-core: 4 MB | 32 MB         | 1280                                             | 700 MHz                                                    | 4                         | 2.0 TFLOPS (FP32 Single Precision) |                     | 2         |                                 |            |              | 6-core       |                  |                                                               |                           |                |        |          |                                               |                           | N/D          |                                 |          |                                                              |                           |          |                                  |          |              |     |          |              |          | ARMv8.5-A    |           |          |          |          | P-core: L1i: 192 KB L1d: 128 KB E-core: L1i: 128 KB L1d: 64 KB |                                  |    |     |          |            |
| Nom         | Renom   | Part No. | Imatge              | Node         | TSMC       | Fabricant                            | Transistors nº    | Mida Dau     | 64-bit       | CPU ISA           | Bits              | Core name | Cores            | Core speed                      | Core name | Cores             | Core speed                 | Overall cores | L1                                               | L2                                                         | 4                         | L3                                 | SLC                 | 2         | Vendor                          | Cores      |              | 6-core       |                  |                                                               |                           |                |        |          |                                               |                           | N/D          |                                 |          |                                                              |                           |          |                                  |          |              |     |          |              |          |              |           |          |          |          | P-core: L1i: 192 KB L1d: 128 KB E-core: L1i: 128 KB L1d: 64 KB |                                  |    |     |          |            |
| Nom         | Renom   | Part No. | Imatge              | Node         | TSMC       | Fabricant                            | Transistors nº    | Mida Dau     | 64-bit       | CPU ISA           | Bits              | Performance core | Performance core | Performance core                | Efficiency core | Efficiency core   | Efficiency core            | Overall cores | Cache                                            | Cache                                                      | Cache                     | Cache                              |                     | 2         | Vendor                          | Cores      |              | 6-core       |                  |                                                               |                           |                |        |          |                                               |                           | N/D          |                                 |          |                                                              |                           |          |                                  |          |              |     |          |              |          |              |           |          |          |          |                                                                |                                  |    |     |          |            |
| General     | General | General  | Imatge              | Tecnologia   | Tecnologia | Tecnologia                           | Tecnologia        | Arquitectura | Arquitectura | CPU               | CPU               | CPU | CPU              | CPU                             | CPU | CPU               | CPU                        | CPU           | CPU                                              | CPU                                                        | 4                         | GPU                                | GPU                 | GPU       | GPU                             | GPU        | GPU          |              |                  |                                                               |                           |                |        |          |                                               |                           | N/D          |                                 |          |                                                              |                           |          |                                  |          |              |     |          |              |          |              |           |          |          |          |                                                                |                                  |    |     |          |            |